# Sveriges nykterhetssällskaps representantförsamling
Sveriges nykterhetssällskaps representantförsamling bildades den 28 september 1908 under den femte svenska förbudskongressen. 
Föreningen hade som mål att lobba för ett totalförbud av tillverkning, införsel och försäljning av alkoholhaltiga drycker.
Föreningen bestod av representanter från de olika nykterhetsorganisationerna i landet. Varje nykterhetsorganisation fick skicka en kandidat per 2000 medlemmar. 
Föreningen organiserade 1909 den Inofficiella folkomröstningen om rusdrycksförbud.